# Федеративная Республика Германии (1949—1990)
За́падная Герма́ния, официально Федерати́вная Респу́блика Герма́нии (Федерати́вная Респу́блика Герма́ния) (нем. Bundesrepublik Deutschland), ФРГ (BRD) была провозглашена 23 мая 1949 года на территориях, расположенных на американской, британской и французской зонах оккупации нацистской Германии (Тризонии). Предполагалось, что впоследствии в состав Западной Германии войдут и остальные германские территории, что предусматривалось и обеспечивалось специальной статьёй 23 Конституции ФРГ. Отдельно существовала до 1990 года, после чего объединилась с ГДР в единую ФРГ.
По причине оккупации Берлина и придания ему особого статуса столица государства была временно перенесена в город Бонн. В том же году 7 октября в советской зоне оккупации была провозглашена Германская Демократическая Республика (Восточная Германия) со столицей в Берлине (де-факто — лишь в находящейся под контролем Восточной Германии восточной части города). Во время Холодной войны западная часть Германии и связанная с ней территория Западного Берлина входили в состав Западного блока. В августе 1961 года на заседании политбюро СЕПГ и в Совете министров ГДР было принято решение о закрытии границы с Западным Берлином и строительстве Берлинской Стены. В течение 40 лет оба немецких государства существовали параллельно; при этом до начала 1970-х годов власти Западной Германии категорически не признавали существования Восточной Германии, а с 1970-х годов встали на путь её частичного признания. После падения Берлинской Стены 9 ноября 1989 года её территория была интегрирована в состав ФРГ в соответствии со статьёй 23 Конституции ФРГ (статья 23 гарантирует всем немецким землям безоговорочное право на вступление в сферу действия этого закона). Одновременно столица была возвращена в Берлин.

## История

### Германия в первые годы после капитуляции
После освобождения Германии войсками союзников («Четыре Державы» — СССР, США, Великобритания и Франция) её территория была поделена на четыре зоны — советскую, французскую, британскую, американскую и город Берлин с особым статусом (также разделён на четыре зоны). К 1949 году западные державы объединили управление своих зон в Тризонию. Восточная часть Германии по-прежнему оставалась под управлением Советского Союза.

### Провозглашение Федеративной Республики Германия
23 мая 1949 года заседавший в Бонне (британская зона) под контролем военных губернаторов Парламентский совет из 65 человек провозгласил Федеративную Республику Германии в составе вновь созданных к тому моменту земель Нижняя Саксония, Северный Рейн-Вестфалия, Шлезвиг-Гольштейн и Гамбург (британская зона); Бавария, Бремен, Гессен и Вюртемберг-Баден (американская зона); Баден, Рейнланд-Пфальц и Вюртемберг-Гогенцоллерн (французская зона).
Вступившая в этот день в силу Конституция (статья 23) декларировала своё распространение также и на весь Берлин, который формально не входил в ФРГ. Также в этой статье предусматривалась возможность распространения конституции ФРГ и на «другие части Германии». Тем самым закладывалась основа для вхождения в ФРГ всех бывших территорий Германской империи.
Этот основной закон действует, в первую очередь, на территории земель Баден, Бавария, Бремен, Большой Берлин, Гамбург, Гессен, Нижняя Саксония, Северный Рейн-Вестфалия, Рейнланд-Пфальц, Шлезвиг-Гольштейн, Вюртемберг-Баден и Вюртемберг-Гогенцоллерн. В других частях Германии он вступает в силу после их присоединения.Основной закон Федеративной Республики Германии, статья 23 в редакции 1949 года.
Стремление к объединению немецкого народа на базе вновь созданного государства было явно прописано в преамбуле конституции, которая изначально задумывалась как временная. По этой причине документ даже не был назван конституцией (нем. Verfassung), но получил название «основного закона» (нем. Grundgesetz).
По причине особого политического статуса Берлина не представлялось возможным сохранить город в качестве столицы ФРГ, хотя провозглашённая конституция формально продекларировала весь город частью ФРГ. Поэтому было решено назначить временную столицу, в качестве которой был выбран провинциальный город Бонн.

### Политический статус и притязания на всю германскую территорию
Правительство ФРГ с самого начала рассматривало себя как единственного легитимного представителя всего немецкого народа, а ФРГ — как единственное государство-последователь Веймарской республики, и поэтому имело притязания на все территории, принадлежащие Веймарской республике по состоянию на 31 декабря 1937 года (до начала военной экспансии нацистской Германии), в том числе и на территорию ГДР, Западный Берлин и отошедшие Польше и СССР «бывшие восточные области». Преамбула конституции ФРГ подчёркивала стремление немецкого народа к воссоединению в едином государстве. Правительство ФРГ в первые годы всячески избегало любых прямых контактов с правительством ГДР, чтобы избежать возможного истолкования таких контактов как признание ГДР в качестве самостоятельного государства.
Германское государство, которое после коллапса не прекратило существовать, сохраняется и после 1945 года, даже если и созданная на основании Основного закона структура временно ограничивается в своём действии на часть территорий этого государства. Таким образом, Федеративная Республика Германии идентична с Германской империей.Решение Конституционного суда, 1957 — BVerfGE 6, 309 (336 ff., Zit. Abs. 160, Abs. 166)
Великобритания и США также придерживались мнения, что ФРГ является правопреемником Веймарской республики, однако Франция поддерживала идею о том, что Веймарская республика полностью исчезла как государство в 1945 году. Президент США Гарри Трумэн выступал против подписания мирного договора с ФРГ, так как, по его мнению, это означало бы признание существования двух немецких государств. На нью-йоркской конференции министров иностранных дел трёх держав в 1950 году был, наконец, официально определён статус ФРГ. Государства признали притязания правительства ФРГ на право единственного легитимного представления немецкого народа, однако отказались признать правительство ФРГ в качестве правительства всей Германии.
По причине непризнания ГДР законодательство ФРГ признавало дальнейшее существование единого немецкого гражданства, происходящего от гражданства Веймарской республики, поэтому называло своих граждан просто немецкими гражданами и не считала территорию ГДР заграницей. По этой причине в стране продолжал действовать закон о гражданстве Германии 1913 года, а не принимался новый закон о гражданстве ФРГ. Тот же самый закон о гражданстве Германии 1913 года продолжал действовать и в ГДР вплоть до 1967 года, и Конституция ГДР также признавала существование единого немецкого гражданства. На практике такая ситуация означала, что любой «немецкий гражданин» из ГДР мог официально получить загранпаспорт в ФРГ, оказавшись на её территории. Чтобы это предотвратить, правительство ГДР законодательно запретило своим жителям получать паспорта в ФРГ. Лишь в 1967 году в ГДР взамен немецкому гражданству было введено собственное гражданство ГДР, которое было дано всем немецким гражданам, проживавшим на территории ГДР на момент её создания и не потерявшим право на гражданство ГДР по ряду причин. В ФРГ существование особого гражданства ГДР было официально признано лишь в октябре 1987 года, когда Конституционный суд ФРГ постановил, что любое лицо, получившее гражданство ГДР в порядке натурализации автоматически получает немецкое гражданство (по сути гражданство ФРГ).
Непризнание существования ГДР отображалось и на обозначение границ государств в географических атласах. Так, в изданных в 1951 году в ФРГ картах, по-прежнему, существует единая Германия в границах 1937 года. При этом граница между ФРГ и ГДР, а также линия Одер/Нейсе (новая граница с Польшей) и граница между Польшей и СССР в Восточной Пруссии указаны едва видимыми пунктирными линиями; территории, отошедшие Польше и СССР, по-прежнему входят в состав единой Германии, хотя и подписаны как «территории под польским и советским управлением», а находящиеся на них топонимы по-прежнему носят старые немецкие названия. О существовании ГДР также нет и речи. В издании 1971 года указанные границы уже указываются более чёткой штриховой линией, однако всё ещё отличаются от линии, обозначающей государственные границы.

### Развитие внутри страны
Первым федеральным канцлером ФРГ (1949—1963 гг.) стал бывший активист католической Партии Центра, известный юрист и опытный администратор Конрад Аденауэр, выдвинувший концепцию социальной рыночной экономики. Аденауэр был одним из основателей (1946) и с 1950 года председателем партии Христианско-демократического союза. Оппозиционную Социал-демократическую партию возглавлял бывший боец Рейхсбаннера и заключённый нацистских концлагерей Курт Шумахер.
Благодаря помощи со стороны США по плану Маршалла, а также в результате реализации планов экономического развития страны, разработанных под руководством Людвига Эрхарда, в 1950-х годах был достигнут быстрый рост экономики (германское экономическое чудо), продолжавшийся до 1965 года. Для удовлетворения потребности в дешёвой рабочей силе ФРГ поддерживала приток гастарбайтеров, в основном из Турции.
В 1952 году земли Вюртемберг-Баден, Баден и Вюртемберг-Гогенцоллерн были объединены в единую землю Баден-Вюртемберг, таким образом ФРГ являлась федерацией в составе девяти государств-членов (земель). В 1956 году в результате проведённого референдума и подписания Люксембургского договора с Францией в состав ФРГ вошла находящаяся под французским протекторатом Саарская область в виде десятой (или одиннадцатой, если считать Берлин) земли Саар. Официально Саар вошёл в состав ФРГ 1 января 1957 года.
С 1954 года 17 июня в стране празднуется «День немецкого единства» в честь выступлений 17 июня 1953 года в Восточном Берлине. С отменой оккупационного режима 5 мая 1955 года Федеративная Республика Германии официально стала суверенным государством. При этом суверенитет распространялся лишь на области действия «Основного закона» и не включал Берлин и другие бывшие территории Германской империи.
До 1969 года страной правила партия ХДС (обычно в блоке с ХСС и реже со СвДП). В 1950-х годах был разработан ряд чрезвычайных законов, запрещены многие организации, в том числе Коммунистическая партия, введены запреты на профессии. Был продолжен внутриполитический курс, связанный с денацификацией, то есть устранением последствий нахождения нацистов у власти, недопущением возрождения нацистской идеологии и организаций. В 1955 году ФРГ вошла в НАТО.
2 июня 1967 года на демонстрации против визита иранского шаха Мохаммеда Реза Пехлеви в Берлин был убит полицейскими студент Бенно Онезорг. 11 апреля 1968 года лидер студенческого движения Руди Дучке получил смертельно опасное ранение при попытке его убийства. Вслед за этим во многих западногерманских городах прошли демонстрации протеста, часть которых перешла в уличные побоища с полицией. В этих «пасхальных беспорядках» были убиты 2 человека в Мюнхене и около 400 человек по всей стране получили увечья. Покушение на Дучке и события мая 1968 года во Франции усилили начавшуюся радикализацию движения, которое в то же время всё больше стало разделяться на течения. После движения 1968 года Андреас Баадер и Ульрика Майнхоф основали террористическую организацию «Фракция Красной Армии» (нем. Rote Armee Fraktion, RAF).

### Внешняя политика и отношения с ГДР
Правительство ФРГ не только не признавало существования ГДР, но и долгое время (с сентября 1955 года до октября 1969 года) придерживалась доктрины, согласно которой разрывались все дипломатические отношения с любыми государствами (исключением был лишь СССР ввиду принадлежности его к Четырём Державам), официально признавшими ГДР. На практике же разрыв дипломатических отношений по указанной причине произошёл дважды: в 1957 году с Югославией и в 1963 — с Кубой.
Ещё в начале 1952 года Сталиным был поднят вопрос об объединении Германии. 10 марта 1952 года Советским Союзом было предложено всем оккупационным державам (Великобритании, Франции, и США) незамедлительно и при участии общегерманского правительства начать разработку мирного договора с Германией, проект которого прилагался. СССР готов был согласиться на объединение страны, допустить существование немецкой армии, военной промышленности и свободной деятельности демократических партий и организаций, но при условии неучастия Германии в военных блоках. Запад фактически отверг советское предложение, настаивая на том, что объединённая Германия должна быть свободной для вступления в НАТО.
После возведения властями ГДР Берлинской стены в 1961 году в ФРГ всё чаще стали появляться дискуссии о возможном признании ГДР в качестве самостоятельного государства. С вступлением Вилли Брандта в должность канцлера ФРГ в 1969 году начинается новый этап в отношениях между ФРГ и ГДР и между ФРГ и социалистическими странами Восточной Европы вообще. Подписанный в 1970 году Московский договор, согласно которому ФРГ отказывалась от своих притязаний на бывшие восточные области Германской империи, отошедшие после войны Польше и СССР, ознаменовал начало эпохи «новой восточной политики».
В 1969 году к власти пришли социал-демократы. Они признали нерушимость послевоенных границ, ослабили чрезвычайное законодательство, провели ряд социальных реформ. В годы правления федеральных канцлеров Вилли Брандта и Гельмута Шмидта произошло существенное улучшение отношений ФРГ и СССР, что получило дальнейшее развитие в политике разрядки. Московский договор между СССР и ФРГ 1970 г. зафиксировал нерушимость границ, отказ от территориальных претензий (Восточная Пруссия) и декларировал возможность объединения ФРГ и ГДР. 21 декабря 1972 года был заключён Основополагающий договор между ГДР и ФРГ. В дальнейшем социал-демократы и христианские демократы чередовались у власти.
В 1973 году оба немецких государства были приняты в ООН после того, как ФРГ признала государственный суверенитет ГДР по нормам государственного права, хотя и не признала её международно-правовой независимости и, по-прежнему, отказывалась признавать гражданство ГДР как гражданство иностранного государства. Тем не менее, закреплённый в 1972 году через основополагающий договор статус-кво ГДР способствовал потеплению отношений между обоими немецкими государствами.

### Объединение Германии
В августе 1990 года между ФРГ и ГДР был подписан договор об объединении Германии, предусматривавший ликвидацию ГДР и вхождение её территории в состав ФРГ в виде пяти новых земель, согласно статье 23 конституции ФРГ, а также воссоединение Восточного Берлина с Западным в рамках одной федеральной земли Берлин и переноса в него столицы Германии.
Договор об окончательном урегулировании в отношении Германии, подписанный 12 сентября 1990 года ФРГ, ГДР, СССР, США, Францией и Великобританией, ставил условие для воссоединения Германии, согласно которому в конституцию ФРГ должна включиться поправка о том, что после воссоединения ФРГ и ГДР Германия отказывается от всяких притязаний на другие территории, когда-либо принадлежавшие Германской империи.
В процессе объединения (в самой Германии принято говорить «воссоединение» или «восстановление единства») не было создано нового немецкого государства. С 3 октября 1990 года на бывшей территории ГДР были воссозданы земли, которые были приняты в состав ФРГ. С этого же момента на территории «новых земель» вступила в действие принятая в 1949 году конституция ФРГ. Таким образом, существующее сегодня государство Германия не является новым государством, а является той же самой Федеративной Республикой Германии.

## Административное деление
Территория государства делилась на 10 земель (Land), часть земель делилась на округа (Regierungsbezirk), округа и земли без окружного деления делились на районы (Kreis) и города земельного подчинения:
- Бавария (Freistaat Bayern), столица — Мюнхен
  - Верхне-баварский округ (Regierungsbezirk Oberbayern), окружной центр — Мюнхен
  - Нижне-баварский округ (Regierungsbezirk Niederbayern), окружной центр — Пассау
  - Верхне-пфальцский округ (Regierungsbezirk Oberpfalz), окружной центр — Регесбург
  - Верхне-франконский округ (Regierungsbezirk Oberfranken), окружной центр — Байройт
  - Средне-франконский округ (Regierungsbezirk Mittelfranken), окружной центр — Ансбах
  - Нижне-франконский округ (Regierungsbezirk Unterfranken), окружной центр — Вюрцбург
  - Швабский округ (Regierungsbezirk Schwaben), окружной центр — Аугсбург
- Баден-Вюртемберг (Land Baden-Württemberg), столица — Штутгарт
  - Карлсруэсский округ (Regierungsbezirk Karlsruhe)
  - Фрайбургский округ (Regierungsbezirk Freiburg)
  - Штутгартский округ (Regierungsbezirk Stuttgart)
  - Тюбингенский округ (Regierungsbezirk Tübingen)
- Рейнланд-Пфальц (Land Rheinland-Pfalz), столица — Майнц
  - Трирский округ (Regierungsbezirk Trier)
  - Кобленцский округ (Regierungsbezirk Koblenz)
  - Рейнгессен-Пфальцский округ (Regierungsbezirk Rheinhessen-Pfalz), окружной центр — Нойштадт-ан-дер-Вайнштрассе
- Гессен (Land Hessen), столица — Висбаден
  - Кассельский округ (Regierungsbezirk Kassel)
  - Гиссенский округ (Regierungsbezirk Giessen)
  - Дармштадтский округ (Regierungsbezirk Darmstadt)
- Саарская область (Saarland), столица — Саарбрюккен
- Северный Рейн-Вестфалия (Land Nordrhein—Westfalen), столица — Дюссельдорф
  - Мюнстерский округ (Regierungsbezirk Münster)
  - Детмольдский округ (Regierungsbezirk Detmold)
  - Арнсбергский округ (Regierungsbezirk Arnsberg)
  - Дюссельдорфский округ (Regierungsbezirk Düsseldorf)
  - Кёльнский округ (Regierungsbezirk Köln)
- Нижняя Саксония (Land Niedersachsen), столица — Ганновер
  - Везер-Эмсский округ (Regierungsbezirk Weser-Ems), окружной центр — Ольденбург
  - Люнебургский округ (Regierungsbezirk Lüneburg)
  - Ганноверский округ (Regierungsbezirk Hannover)
  - Брауншвейгский округ (Regierungsbezirk Braunschweig)
- Гамбург (Freie und Hansestadt Hamburg), столица — Гамбург
- Бремен (Freie Hansestadt Bremen), столица — Бремен
- Шлезвиг-Гольштейн (Land Schleswig-Holstein), столица — Киль

Районы делились на города (Stadt) и общины (Gemeinde).
Земли
Представительный орган земли — ландтаг (Landtag), избирался народом, исполнительный орган земли — правительство земли (Landesregierung), состоявшее из премьер-министра и министров, назначалось ландтагом.
Районы
Представительный орган района — крейстаг (Kreistag), избирался народом, исполнительный орган района — районный комитет (Kreisausschuss), состоявший из ландрата (Landrat) и районные помощников (Kreisbeigeordneter), избирался крейстагом, или ландрат избиравшийся народом.
Города
Представительный орган города — городское собрание представителей (Stadtverordnetenversammlung) или совет города (Stadtrat), избирался народом, исполнительный орган города — магистрат (Magistrat), состоявший из бургомистра (Bürgermeister) и советников (Stadtrat), избиравшийся городским собранием представителей, или бургомистр, избиравшийся народом.
Общины
Представительный орган общины — общинное представительство (Gemeindevertretung), избиралось народом, исполнительный орган общины — общинное правление (Gemeindevorstand), состоявшее из бургомистра и помощников (Beigeordneter), избиравшееся общинным представительством, или бургомистр, избиравшийся народом

## Государственный строй
Законодательный орган — парламент, состоящий из бундесрата (Bundesrat), избиравшимся правительствами земель, и бундестага (Bundestag), избиравшимся народом по смешанной системе сроком на 4 года, глава государства — президент (Bundespräsident), избиравшийся Федеральным Собранием (Bundesversammlung), состоявшим из членов бундестага и такого же количества членов избранных ландтагами, исполнительный орган — правительство (Bundesregierung), состоявшим из федерального канцлера (Bundeskanzler) и министров (Bundesminister), назначавшееся президентом и несшее ответственность перед бундестагом, орган конституционного надзора — Федеральный конституционный суд (Bundesverfassungsgericht), назначается Бундестагом.
Наиболее влиятельные политические партии:
- Коммунистическая партия Германии (Kommunistische Partei Deutschlands, KPD, КПГ) — наиболее левая из влиятельных партий, не голосовала за Боннскую конституцию, настаивая на созыве Парламентского совета, представлявшего все земли, в том числе и 5 восточных земель; в 1956 году была запрещена, созданная в 1968 году вместо неё Германская коммунистическая партия (Deutsche Kommunistische Partei, DKP, ГКП) серьёзным влиянием не пользовалась.
- Социал-демократическая партия Германии (Sozialdemokratische Partei Deutschlands, SPD, СДПГ) — правее КПГ, поддерживала Боннскую конституцию, но левее СвДП, левое крыло симпатизировало КПГ.
- Свободная демократическая партия (Freie Demokratische Partei, FDP, СвДП) — правее СДПГ, но левее ХДС, поддерживала Боннскую конституцию.
- Христианско-демократичнеский союз (Christlich-Demokratische Union, CDU, ХДС) — правее СвДП, поддерживала Боннскую конституцию.
- Немецкая консервативная партия — Немецкая правая партия (Deutsche Konservative Partei — Deutsche Rechtspartei) — самая правая из влиятельных, не поддерживала Боннскую конституцию, в 1950 году влилась в Немецкую имперскую партию (Deutsche Reichspartei, DRP); в 1964 году запрещена, созданная в 1964 году Национал-демократическая партия Германии (Nationaldemokratische Partei Deutschlands, NPD, НДПГ) большим влиянием не пользовалась.

## Судебная система
Высшая судебная инстанция — Федеральный суд (Bundesgerichtshof), суды апелляционной инстанции — оберландесгерихт (oberlandesgerich), суды первой инстанции — ландгерихты (landgericht), первичное звено судебной системы — амтсгерихты (amtsgericht):
- Шлезвиг-Гольштейнский Оберландесгерихт (Schleswig-Holsteinisches Oberlandesgericht) (Шлезвиг-Гольштейн)
- Ганзейский Оберландесгерихт (Hanseatisches Oberlandesgericht) (Гамбург)
- Камергерихт (Kammergericht) (Западный Берлин)
- Оберландесгерихт Целле (Oberlandesgericht Celle) (Нижняя Саксония)
- Оберландесгерихт Брауншвейг (Oberlandesgericht Braunschweig) (Нижняя Саксония)
- Оберландесгерихт Ольденбурга (Oberlandesgericht Oldenburg) (Нижняя Саксония)
- Ганзейский Оберландесгерихт Бремена (Hanseatisches Oberlandesgericht Bremen) (Бремен)
- Оберландесгерихт Хамма (Oberlandesgericht Hamm) (Северный Рейн-Вестфалия)
- Оберландесгерихт Дюссельдорфа (Oberlandesgericht Düsseldorf) (Северный Рейн-Вестфалия)
- Оберландесгерихт Кёльна (Oberlandesgericht Köln) (Северный Рейн-Вестфалия)
- Оберландесгерихт Кобленца (Oberlandesgericht Koblenz) (Рейнланд-Пфальц)
- Пфальцский Оберландесгерихт (Pfälzisches Oberlandesgericht) (Рейнланд-Пфальц)
- Оберландесгерихт Франкфурта-на-Одере (Oberlandesgericht Frankfurt am Main) (Гессен)
- Саарландский Оберландесгерихт (Saarländisches Oberlandesgericht) (Саарланд)
- Оберландесгерихт Карлсруе (Oberlandesgericht Karlsruhe) (Баден-Вюртемберг)
- Оберландесгерихт Штутгарта (Oberlandesgericht Stuttgart) (Баден-Вюртемберг)
- Оберландесгерихт Мюнхена (Oberlandesgericht München) (Бавария)
- Оберландесгерихт Нюрнберга (Oberlandesgericht Nürnberg) (Бавария)
- Оберландесгерихт Бамберга (Oberlandesgericht Bamberg) (Бавария)

Высшая судебная инстанция административной юстиции — Бундесфервальтунгсгерихт (Bundesverwaltungsgericht), суды апелляционной инстанции административной юстиции — оберфервальтунгсгерихты (Oberverwaltungsgericht), суды первой инстанции административной юстиции — фервальтунгсгерихты (Verwaltungsgericht):
- (Совместный) Оберфервальтунгсгерихт земель Нижняя Саксония и Шлезвиг-Гольштейн ((Gemeinsames) Oberverwaltungsgericht für die Länder Niedersachsen und Schleswig-Holstein) (Шлезвиг-Гольштейн и Нижняя Саксония)
- Оберфервальтунгсгерихт Вольного ганзейского города Бремена (Oberverwaltungsgericht der Freien Hansestadt Bremen) (Бремен)
- Оберфервальтунгсгерихт земли Северный Рейн-Вестфалия (Oberverwaltungsgericht für das Land Nordrhein-Westfalen) (Северный Рейн-Вестфалия)
- Оберфервальтунгсгерихт Рейнланд-Пфальца (Oberverwaltungsgericht Rheinland-Pfalz) (Рейнланд-Пфальц)
- Оберфервальтунгсгерихт Саарланда (Oberverwaltungsgericht des Saarlandes) (Саарланд)
- Гессенский административный суд (Hessischer Verwaltungsgerichtshof) (Гессен)
- Административный суд Баден-Вюртемберга (Verwaltungsgerichtshof Baden-Württemberg) (Баден-Вюртемберг)
- Баварский административный суд (Bayerischer Verwaltungsgerichtshof)

Органы прокурорского надзора — генеральный бундеспрокурор при Федеральном суде (Generalbundesanwalt beim Bundesgerichtshof), прокуратура Баварского верховного земельного суда, генеральные прокуратуры и прокуратуры:
- Шлезвиг-Гольштейнская генеральная прокуратура (Schleswig-Holsteinische Generalstaatsanwaltschaft) (Шлезвиг-Гольштейн)
- Генеральная прокуратура Гамбурга (Generalstaatsanwaltschaft Hamburg) (Гамбург)
- Генеральная прокуратура Берлина (Generalstaatsanwaltschaft Berlin) (Западный Берлин)
- Генеральная прокуратура Целле (Generalstaatsanwaltschaft Celle) (Нижняя Саксония)
- Генеральная прокуратура Ольденбурга (Generalstaatsanwaltschaft Oldenburg) (Нижняя Саксония)
- Генеральная прокуратура Брауншвейга (Generalstaatsanwaltschaft Braunschweig) (Нижняя Саксония)
- Генеральная прокуратура Хамма (Generalstaatsanwaltschaft Hamm)
- Генеральная прокуратура Дюссельдорфа (Generalstaatsanwaltschaft Düsseldorf)
- Генеральная прокуратура Кёльна (Generalstaatsanwaltschaft Köln)
- Генеральная прокуратура Кобленца (Generalstaatsanwaltschaft Koblenz)
- Генеральная прокуратура Цвайбрюккена (Generalstaatsanwaltschaft Zweibrücken)
- Генеральная прокуратура Саарбрюккена (Generalstaatsanwaltschaft Saarbrücken)
- Генеральная прокуратура Франкфурта-на-Майне (Generalstaatsanwaltschaft Frankfurt am Main)
- Генеральная прокуратура Карлсруе (Generalstaatsanwaltschaft Karlsruhe)
- Генеральная прокуратура Штутгарта (Generalstaatsanwaltschaft Stuttgart)
- Генеральная прокуратура Мюнхена (Generalstaatsanwaltschaft München)
- Генеральная прокуратура Нюрнберга (Generalstaatsanwaltschaft Nürnberg)
- Генеральная прокуратура Бамберга (Generalstaatsanwaltschaft Bamberg)

В 1988—1989 году число представителей юридической профессии в ФРГ составляло:
- Профессиональных судей — 17627 чел. (294 чел. на 1 млн населения);
- Государственных обвинителей — 4560 чел. (75 чел. на 1 млн населения);
- Адвокатов — 54107 чел. (902 чел. на 1 млн населения).

По сравнению с ГДР юридическое сообщество ФРГ имело в 1988—1989 годах следующие особенности:
- Большое число адвокатов. В ГДР 1 адвокат приходился на 2 государственных обвинителей и на 2 судей, тогда как в ФРГ было 3 адвоката на 1 судью;
- Намного большее число профессиональных судей. В ФРГ на 1 млн населения было 294 судьи, а в ГДР — 90 судей.

При этом число государственных обвинителей в ГДР и ФРГ в 1988—1989 году было сопоставимым — по 75 человек на 1 млн населения.

## Силовые структуры
- Бундесвер — вооружённые силы
  - Бундесхеер (Bundesheer) — сухопутные силы, состояли из 4 танковых дивизий (2 танковых, 1 мотопехотная бригада, 1 артиллерийский полк), 4 мотопехотных (2 мотопехотные, 1 танковая бригада, 1 артиллерийский полк), 2 пехотных, 1 горно-пехотных и 1 воздушно-десантная дивизия[13]
    - 1-я танковая дивизия (1. Panzerdivision) (Ольденбург)
    - 2-я мотопехотная дивизия (2. Panzergrenadierdivision) (Кассель)
    - 3-я танковая дивизия (3. Panzerdivision) (Букстехуде, Нижняя Саксония)
    - 4-я мотопехотная дивизия (4. Panzergrenadierdivision) (Регенсбург)
    - 5-я танковая дивизия (5. Panzerdivision) (Майнц)
    - 6-я мотопехотная дивизия (6. Panzergrenadierdivision) (Киль)
    - 7-я танковая дивизия (7. Panzerdivision) (Дюссельдорф)
    - 1-я горнострелковая дивизия (1. Gebirgsdivision) (Гамиш-Партенкирхен, Бавария)
    - 1-я десантная дивизия (1. Luftlandedivision) (Брухзаль, Баден-Вюртемберг)
    - 10-я танковая дивизия (10. Panzerdivision) (Файтхёххайм, Бавария)

  - Военно-воздушные силы
  - Бундесмарине (Bundesmarine) — военно-морские силы
- Федеральная пограничная служба (Bundesgrenzschutz)
- Земельные полицейские органы:
  - Полиция Шлезвиг-Гольштейна (Polizei Schleswig-Holstein)
  - Полицейское управление Берлина
  - Полиция Гамбурга (Polizei Hamburg)
  - Полиция Нижней Саксонии (Polizei Niedersachsen)
  - Полиция Бремена (Polizei Bremen)
  - Полиция Северного Рейна-Вестфалии (Polizei Nordrhein-Westfalen)
  - Полиция Рейнланд-Пфальца (Polizei Rheinland-Pfalz)
  - Полиция в Саарланде (Polizei im Saarland)
  - Гессенская полиция (Hessische Polizei)
  - Полиция Баден-Вюртемберга (Polizei Baden-Württemberg)
  - Баварская государственная полиция (Bayerische Staatliche Polizei)
- Земельные органы политической полиции
  - Земельное ведомство по защите конституции Вольного и Ганзейского города Гамбурга (Landesamt für Verfassungsschutz der Freien und Hansestadt Hamburg)
  - Земельное ведомство по защите конституции (Landesamt für Verfassungsschutz) (Берлин)
  - Земельное ведомство по защите конституции Бремена (Landesamt für Verfassungsschutz Bremen)
  - Земельное ведомство по защите конституции Саарланда (Landesamt für Verfassungsschutz Saarland)
  - Земельное ведомство по защите конституции Гессена (Landesamt für Verfassungsschutz Hessen)
  - Земельное ведомство по защите конституции Баден-Вюртемберга (Landesamt für Verfassungsschutz Baden-Württemberg)
  - Баварское земельное ведомство по защите конституции (Bayerisches Landesamt für Verfassungsschutz)

## Экономика
Денежная единица — марка (Deutsche Mark) (32 копейки СССР, 1 доллар США — 2 марки 75 центов) была представлена
- стальными монетами плакированными медью достоинством в 1 и 2 пфеннига (пфенниг — 1/100 марки)
- стальными монетами плакированными латунью достоинством в 5 и 10 пфеннигов
- медно-никелевыми монетами достоинством в 50 пфеннигов, 1 и 2 марки, чеканились:
  - Монетным двором Гамбурга (Hamburgische Münze)
  - Монетным двором Мюнхена (Bayerisches Hauptmünzamt)
  - Государственным монетным двором Баден-Вюртемберга в Карлсруэ (Staatliche Münze Karlsruhe)
  - Государственным монетным двором Баден-Вюртемберга в Штутгарте (Staatliche Münze Baden-Württemberg Standort Stuttgart)
- банковскими билетами достоинством в 5, 10, 20, 50, 100, 500 и 1000 марок, печатавшиеся Федеральной типографией (Bundesdruckerei), координацию эмиссию осуществлял Банк немецких земель (Bank deutscher Länder) (с 1957 года — Бундесбанком (Bundesbank)[16]), эмиссию осуществляли
  - Земельный центральный банк Шлезвиг-Гольштейна (Landeszentralbank in Schleswig-Holstein)
  - Земельный центральный банк Гамбурга (Landeszentralbank in Hamburg)
  - Земельный центральный банк Бремена (Landeszentralbank in Bremen)
  - Земельный центральный банк Нижней Саксонии (Landeszentralbank in Niedersachsen)
  - Земельный центральный банк Северного Рейн-Вестфалии (Landeszentralbank in Nordrhein-Westphalen)
  - Земельный центральный банк Рейнланд-Пфальца (Landeszentralbank in Rheinland-Pfalz)
  - Земельный центральный банк Гессена (Landeszentralbank in Hessen)
  - Земельный центральный банк Саарланда (Landeszentralbank in Saarland)
  - Земельный центральный банк Баден-Вюртемберга (Landeszentralbank in Baden-Württemberg)
  - Земельный центральный банк Баварии (Landeszentralbank in Bayern)
  - Земельный центральный банк Берлина (Landeszentralbank in Berlin)

Бундесбанку были подчинены региональные государственные сберегательные банки:
- Баварский земельный банк (Bayerische Landesbank)
- Земельный банк Штутгарта (Landesbank Stuttgart)
- Гессенский земельный банк (Hessischen Landesbank)
- Земельный банк Рейнланд-Пфальца (Landesbank Rheinland-Pfalz)
- Земельный банк Саара (Landesbank Saar)
- Западный земельный банк (Westdeutsche Landesbank)
- Гамбургский земельный банк (Hamburgische Landesbank)
- Бременский земельный банк (Bremer Landesbank)
- Нижнесаксонский земельный банк (Niedersächsische Landesbank)
- Земельный банк Шлезвиг-Гольштейн (Landesbank Schleswig-Holstein)
- Берлинская сберегательная касса (Berliner Sparkasse)

Из частных банков основную роль играли 3 крупнейших банка:
- Deutsche Bank, воссоздан в 1957 году на базе 3 зональных банков, созданных в свою очередь в 1952 году на базе 10 земельных кредитных банков[17]
  - Bayerische Creditbank (Бавария);
  - Südwestbank (Баден-Вюртемберг);
  - Hessische Bank (Гессен);
  - Oberrheinische Bank (Баден-Вюртемберг);
  - Württembergische Vereinsbank (Баден-Вюртемберг);
  - Rheinische Kreditbank (Рейнланд-Пфальц);
  - Rheinisch-Westfälische Bank AG (Северный Рейн-Вестфалия);
  - Nordwestbank (Нижняя Саксония);
  - Disconto Bank (Бремен);
  - Norddeutsche Bank (Шлезвиг-Гольштейн и Гамбург);
- Commerzbank, воссоздан на базе земельных кредитных банков:
  - Bayerische Disconto-Bank (Бавария);
  - Bankverein für Württemberg-Baden (Баден-Вюртемберг)4
  - Mitteldeutsche Creditbank (Гессен);
  - Mittelrheinische Bank (Рейнланд-Пфальц);
  - Bankverein Westdeutschland (Северный Рейн-Вестфалия);
  - Merkur-Bank (Нижняя Саксония);
  - Holsten-Bank (Шлезвиг-Гольштейн);
- Dresdner Bank, воссоздан на базе земельных кредитных банков:
  - Bayerische Bank für Handel und Industrie (Бавария);
  - Rhein-Main Bank (Гессен);
  - Allgemeine Bankgesellschaft (Баден-Вюртемберг);
  - Süddeutsche Kreditanstalt (Баден-Вюртемберг);
  - Bankanstalt für Württemberg und Hohenzollern (Баден-Вюртемберг);
  - Industrie- und Handelsbank (Рейнланд-Пфальц);
  - Rhein-Ruhr Bank (Северный Рейн-Вестфалия);
  - Lübecker Bank für Handel und Industrie (Бремен);
  - Niederdeutsche Bankgesellschaft (Нижняя Саксония);
  - Hamburger Kreditbank (Гамбург);
  - Lübecker Bank für Handel und Industrie (Шлезвиг-Гольштейн).

Оператор железнодорожных перевозок — Бундесбан (Bundesbahn), воздушных перевозок — «Люфтганза» (Deutsche Lufthansa), почтовой и телефонной связи — Бундеспочта (Bundespost).

## Образование и наука
Академии наук:
- Баварская академия наук (Bayerische Akademie der Wissenschaften);
- Гейдельбергская академия наук (Heidelberger Akademie der Wissenschaften).

Университеты:
- Гамбургский университет (Universität Hamburg)
- Кильский университет имени Герцога Шлезвиг-Гольштейн-Готторпского Христиан-Альбрехта (Christian-Albrechts-Universität zu Kiel);
- Гёттингенский университет имени Курфюрста Ганноверского Георга-Августа (Georg-August-Universität);
- Вестфальский университет имени Короля Вильгельма II (Westfälische Wilhelms-Universität);
- Кёльнский университет (Universität zu Köln)
- Боннский университет имени Короля Фридриха-Вильгельма III (Rheinische Friedrich-Wilhelms-Universität Bonn);
- Франфуртский университет имени Гёте (Goethe-Universität Frankfurt am Main)
- Марбургский университет имени Ландграфа Гессенского Филиппа I (Philipps-Universität Marburg);
- Мюнхенский университет имени Герцога Людвига IX (Ludwig-Maximilians-Universität München);
- Вюрцбургский университет имени Епископа Вюрцбургского Юлиуса (Julius-Maximilians-Universität Würzburg);
- Эрлангенско-Нюрнбергский университет имени Маркграфа Бранденбург-Байретского Фридриха III (Friedrich-Alexander-Universität Erlangen-Nürnberg);
- Тюбингенский университет имени Графа Вюртемберг-Урахского Эберхарда V (Eberhard Karls Universität Tübingen);
- Гейдельбергский университет имени Пфальцграфа Рейнского Рупрехта I (Ruprecht-Karls-Universität Heidelberg);
- Фрайбургский университет имени Эрцгерцогства Австрийского Альбрехта VI (Albert-Ludwigs-Universität Freiburg);
- Гиссенский университет имени Юстуса Либиха (Justus-Liebig-Universität Gießen);
- Ганноверский университет имени Готфрида Вильгельма Лейбница (Gottfried Wilhelm Leibniz Universität Hannover);
- Рейнско-Вестфальский технический университет Ахена (Rheinisch-Westfälische Technische Hochschule Aachen) в Аахене;
- Клаустальский технический университет (Technische Universität Clausthal);
- Технический университет герцога имени Карла-Вильгельма (Technische Universität Carolo-Wilhelmina zu Braunschweig);
- Дармштадское высшее техническое училище (Technische Hochschule zu Darmstadt);
- Мюнхенский технический университет (Technische Universität München);
- Карлсруйский университет (Universität Karlsruhe);
- Штутгартский университет (Universität Stuttgart).

Высшие профессиональные училища:
- Фленсбургское высшее профессиональное училище (Fachhochschule Flensburg);
- Кильское высшее профессиональное училище (Fachhochschule Kiel);
- Любекское высшее профессиональное училище (Fachhochschule Lübeck), до 1973 года — Любекское государственное инженерное училище (Staatliche Ingenieursschule Lübeck);
- Гамбургская высшая школа прикладных наук (Fachhochschule Hamburg);
- Бремерхафенское высшее профессиональное училище, до 1970 года — Бремерхафенская инженерная академия;
- Хильдесхаймское высшее профессиональное училище (Fachhochschule Hildesheim), до 1971 года — Хильдесхаймское ремесленное профессионально-техническое училище (Baugewerkschule Hildesheim);
- Восточно-фрисландское высшее профессиональное училище (Fachhochschule Ostfriesland) в Эмдене;
- Ганноверское высшее профессиональное училище (Fachhochschule Hannover), до 1971 года — училище прикладных искусств (Werkkunstschule Hannover) и Государственная инженерно-строительная школа (Staatliche Ingenieurschule für Bauwesen) в Нинбурге;
- Оснабрюкское высшее профессиональное училище (Fachhochschule Osnabrück), до 1971 года — Оснабрюкское государственное инженерное училище (Staatlichen Ingenieurschule Osnabrück);
- Ольденбургское высшее профессиональное училище (Fachhochschule Oldenburg), до 1971 года — Ольденбургская государственная инженерная академия (Staatlichen Ingenieurakademie);
- Вильгельмсхафенское высшее профессиональное училище (Fachhochschule Wilhelmshaven), до 1971 года — Вильгельмсхафенская государственная инженерная академия;
- Брауншвейг-вольфенбюттельское высшее профессиональное училище (Fachhochschule Braunschweig/Wolfenbüttel), до 1971 года — Вольфенбюттельское государственное инженерное училище (Staatliche Ingenieurschule Wolfenbüttel);
- Аахенское высшее профессиональное училище (Fachhochschule Aachen), до 1971 года — Аахенское высшее инженерное училище (Staatlichen Ingenieurschulen Aachen);
- Билефельдское высшее профессиональное училище (Fachhochschule Bielefeld), до 1971 года — Билефельдское высшее инженерное училище;
- Бохумское высшее профессиональное училище (Fachhochschule Bochum);
- Дортмундское высшее профессиональное училище (Fachhochschule Dortmund), до 1971 года — Дортмундское государственное инженерное училище и Дортмундское ремесленное училище (Werkkunstschule Dortmund);
- Дюссельдорфское высшее профессиональное училище (Fachhochschule Düsseldorf), до 1971 года — Дюссельдорфское государственное инженерное училище (Staatliche Ingenieurschule Düsseldorf) и Дюссельдорфское ремесленное училище имени Петера Беренса (Peter-Behrens-Werkkunstschule Düsseldorf);
- Кёльнское высшее профессиональное училище (Fachhochschule Köln), до 1971 года — Кёльнское государственное инженерное училище;
- Мюнстерское высшее профессиональное училище (Fachhochschule Münster), до 1971 года — Мюнстерское инженерное училище;
- Нижнерейское высшее профессиональное училище (Fachhochschule Niederrhein) в Крефельде, до 1971 года — Крефельдское инженерное училище и Крефельдское ремесленное училище (Werkkunstschule Krefeld);
- Липпское высшее профессиональное училище (Fachhochschule Lippe), до 1971 года — Лемгосское государственное инженерное училище;
- Маркское высшее профессиональное училище (Märkische Fachhochschule), до 1971 года — Изерлонское государственное инженерное училище;
- Рейнланд-Пфальцское высшее профессиональное училище (Fachhochschule Rheinland-Pfalz), до 1971 года — Рейнское государственное инженерное училище (Staatliche Rheinische Ingenieursschule), Пфальцское государственное инженерное училище, Майнцское государственное инженерное училище, Государственное инженерное училище (Staatliche Werkkunstschule Mainz), Трирское государственное инженерное училище, Трирское ремесленное училище;
- Саарландское высшее профессиональное училище (Fachhochschule des Saarlandes);
- Дармштадтское высшее профессиональное училище (Fachhochschule Darmstadt), до 1971 года — Дармштадтское инженерное училище и Дармштадтское ремесленное училище (Werkkunstschule Darmstadt);
- Франкфуртское высшее профессиональное училище (Fachhochschule Frankfurt am Main);
- Фульдское высшее профессиональное училище (Fachhochschule Fulda);
- Гиссенское высшее профессиональное училище (Fachhochschule Gießen), до 1971 года — Гиссенское государственное инженерное училище (Staatlichen Ingenieurschulen Gießen);
- Висбаденское высшее профессиональное училище (Fachhochschule Wiesbaden);
- Ааленское высшее профессиональное училище, до 1971 года — Ааленское государственное инженерное училище (Staatliche Ingenieurschule Aalen);
- Зигмарингенское высшее профессиональное училище (Fachhochschule Sigmaringen), до 1971 года — Зигмарингенское государственное инженерное училище;
- Биберахское высшее профессиональное училище (Fachhochschule Biberach), до 1971 года — Биберахское инженерное училище;
- Эслингенское высшее профессиональное училище, до 1971 года — Эслингенское государственное инженерное училище (Staatliche Ingenieurschule Esslingen);
- Фуртвангенское высшее профессиональное училище (Fachhochschule Furtwangen), до 1971 года — Фуртвангенское государственное инженерное училище;
- Хайльброннское высшее профессиональное училище (Fachhochschule Heilbronn), до 1971 года — Хайльброннское государственное инженерное училище (Staatliche Ingenieurschule Heilbronn);
- Карлсруйское высшее профессиональное училище (Fachhochschule Karlsruhe), до 1971 года — Карлсруйское государственное инженерное училище (Staatliche Ingenieurschule Karlsruhe);
- Констанцское высшее профессиональное училище (Fachhochschule Konstanz), до 1971 года — Констанцское государственное инженерное училище (Staatliche Ingenieurschule Konstanz);
- Мангеймское высшее профессиональное училище, до 1971 года — Мангеймское государственное инженерное училище (Staatliche Ingenieurschule Mannheim);
- Нюртингенское высшее профессиональное училище (Fachhochschule Nürtingen);
- Оффенбургское высшее профессиональное училище (Fachhochschule Offenburg), до 1971 года — Оффенбургское государственное инженерное училище;
- Пфорцхаймское высшее профессиональное училище;
- Ройтлингенское высшее профессиональное училище (Fachhochschule Reutlingen), до 1971 года — Ройтлингенское государственное инженерное училище;
- Штутгарское высшее профессиональное училище, до 1971 года — Штутгартское государственное инженерное училище;
- Аушсбургское высшее профессиональное училище (Fachhochschule Augsburg);
- Ландсхутское высшее профессиональное училище (Fachhochschule Landshut);
- Мюнхенское высшее профессиональное училище (Fachhochschule München);
- Нюрнбергское высшее профессиональное училище имени Георга Ома (Georg-Simon-Ohm-Fachhochschule Nürnberg);
- Регенсбургское высшее профессиональное училище (Fachhochschule Regensburg);
- Розенхаймское высшее профессиональное училище (Fachhochschule Rosenheim);
- Вюрцбургско-Шварцбургское высшее профессиональное училище (Fachhochschule Würzburg-Schweinfurt);
- Кемптенское высшее профессиональное училище.

## Средства массовой информации
Надрегиональные ежедневные газеты:
- «Франкфуртер альгемайне» («Frankfurter Allgemeine»), выходила во Франкфурте-на-Майне;
- «Вельт» («Die Welt»), выходила в Бонне;
- «Бильд-цайтунг» («Bild-Zeitung»), выходила в Гамбурге;
- «Зюддойче цайтунг» («Süddeutsche Zeitung»), выходила в Мюнхене;
- «Бёрзен-Цайтунг», выходила во Франкфурте-на-Майне
- «Франкфуртер рундшау», выходила во Франкфурте-на-Майне
- «Хандельсблатт», выходила во Франкфурте-на-Майне
- Die Tageszeitung, выходила в Западном Берлине
- «Бундесанцайгер» (Bundesanzeiger) — газета Федерального правительства ФРГ, издавались также земельные государственные газеты:
- «Нидерзехсишер Штаатсанцайгер» (Niedersächsischer Staatsanzeiger) — газета правительства земли Нижняя Саксония;
- «Штаатсанцайгер фюр Рейнланд-Пфальц» (Staatsanzeiger für Rheinland-Pfalz) — газета правительства земли Рейнланд-Пфальц;
- «Штаатсанцайгер фюр Баден-Вюртемберг» (Staatsanzeiger für Baden-Württemberg) — газета правительства земли Баден-Вюртенмберг;
- «Байерише Штаатсцайтунг» (Bayerische Staatszeitung) -

газета правительства земли Бавария;
- «Бундесгезетцблатт» (Bundesgesetzblatt) — бюллетень законов;
- «Хамбургишес Гезетц- унд Ферорднунгсблатт» (Hamburgisches Gesetz- und Verordnungsblatt) — бюллетень законов земли Гамбург;
- «Нидерзахсишес Гезетц- унд Ферорднунгсблатт» (Niedersächsisches Gesetz- und Verordnungsblatt) — бюллетень законов земли Нижняя Саксония;
- «Гезетц- унд Ферорднунгсблатт фюр Берлин» (Gesetz- und Verordnungsblatt für Berlin) — бюллетень законов Западного Берлина;
- «Гезетцблатт дер Фрайен Ханзештадт Бремен» (Gesetzblatt der Freien Hansestadt Bremen) — бюллетень законов земли Бремен;
- «Гезетц- унд Ферорднунгсблатт» (Gesetz- und Verordnungsblatt) — бюллетень законов земли Северный Рейн-Вестфалия;
- Гезетц- унд Ферорднунгсблатт земли Рейнланд-Пфальц (Gesetz- und Verordnungsblatt für das Land Rheinland-Pfalz) — бюллетень законов земли Рейнланд-Пфальц;
- «Амтсблатт дес Заарландес» (Amtsblatt des Saarlandes) -

бюллетень законов земли Саарланд;
- «Гезетц- унд Ферорднунгсблатт» (Gesetz- und Verordnungsblatt) — бюллетень законов земли Гессен;
- «Гезетцблатт фюр Баден-Вюртемберг» (Gesetzblatt für Baden-Württemberg) — бюллетень законов земли Баден-Вюртемберг;
- «Байеришес Гезетц- унд Ферорднунгсблатт» (Bayerisches Gesetz- und Verordnungsblatt) — бюллетень законов земли Бавария;
- «Зонтагсблатт. Эвангелише Вофенцайтунг фюр Байерн» (Sonntagsblatt. Evangelische Wochenzeitung für Bayern) — газета Евангелическо-лютеранской церкви Баварии;
- «Эвангелише Кирхенботе — Зонтагсблатт фюр диэ Пфальц» (Evangelischer Kirchenbote — Sonntagsblatt für die Pfalz) — газета Евангелической церкви Пфальца;
- «Эвангелише Зонтагс-Цайтунг» (Evangelische Sonntags-Zeitung) — газета Евангелической церкви Гессена и Нассау;
- «Эвангелише Цайтунг фюр диэ Кирхен by Нидерхзахсен» (Evangelische Zeitung für die Kirchen in Niedersachsen) — газета Конфедерации евангелических церквей Нижней Саксонии
- «Диэ Кирхе дер Хеймат. Гемейдеблатт ин Шлезвиг-Гольштейн» (Die Kirche der Heimat. Gemeindeblatt in Schleswig-Holstein) — газета Еваншелическо-лютеранской церкви Шлевзиг-Гольштейна, с 1977 года — Северно-Эльбской евангелическо-лютеранской церкви
- «Эвангелише Гемайндеблатт фюр Вюртемберг» (Evangelisches Gemeindeblatt für Württemberg) — газета Евангелическо-лютеранской церкви Вюртемберга

Надрегиональные общественно-политические еженедельники:
- «Цайт» («Die Zeit»), издавалась в Гамбурге.

Партийный органы:
- «Форвертс» («Vorwarts») — орган СДПГ, издавала в Бад-Годесберге;
- «Социаль-демократ магацин» («Sozialdemokrat Magazin») — ежемесячник СДПГ, издавалась в Бонне;
- «Фрайе демократише корреспонденц» («Freie Demokratische Korrespondenz») — информационный бюллетень СвДП, издавалась в Бонне;
- «Унзере цайт» («Unsere Zeit») — ежедневная газета, ЦО ГКП, издавалась в Эссене
- «Унион ин Дойчланд» («Union in Deutschland») — еженедельник ХДС
- «Дойчес монатсблатт» («Deutsches Monatsblatt»), ежемесячный журнал, орган ХДС, выходила в Бонне;
- «Байерн-курир» («Bayern-Kurier»), еженедельная газета, орган ХСС, выходила в Мюнхене
- «Дойче вохен-цайтунг» («Deutsche Wochen-Zeitung»), еженедельная газета, выходила в Ганновере

В ФРГ действовали региональные теле- и радиоцентры:
- Северо-Германское радио (Norddeutscher Rundfunk) (Шлезвиг-Гольштейн, Нижняя Саксония и Гамбург)
- Южно-Германское радио (Süddeutscher Rundfunk) (часть Баден-Вюртемберга)
- Западно-Германское радио (Westdeutscher Rundfunk) (Северный Рейн-Вестфалия)
- Юго-западное радио (Südwestfunk) (часть Баден-Вюртемберга и Рейнланд-Пфальц)
- Гессенское радио (Hessischer Rundfunk) (Гессен)
- Баварское радио (Bayerischer Rundfunk) (Бавария)
- Бременское радио (Radio Bremen) (Бремен)
- Саарское радио (Saarländischer Rundfunk) (Саарланд)

Передавались 2 общегосударственные телепрограммы:
- 1-я[18] — информационная, общественно-политическая, художественная, подготавливалась Рабочим сообществом государственных радиоцентров (Arbeitsgemeinschaft der offentlich-rechtlichen Rundfunkanstalten);
- 2-я — информационная, общественно-политическая, художественная, подготавливалась телецентром «Цвайтес дойчес фернзеен» (Zweites Deutscher Fernsehen);
- Региональные телецентры передавали также собственные «третьи» программы (все общеобразовательные) и по 4 радиопрограммы
- С 1984 года в крупных городах частные корпорации «РТЛ Телевизион» (RTL Television) и «Сат 1. Саттелитен Фернзеен» (Sat.1 Satelliten Fernsehen) передавали также 4-я и 5-я программы
- На спутниковых каналах с 1984 года АРД располагала программой «Айнс-Плюс» (художественная, включает значительную часть повторных передач), ЦДФ — «3-САТ» (художественная, включает значительную часть повторных передач)[19]

На заграницу вещали радиостанции:
- «Дойче велле» (Deutsche Welle) на 3 языках;
- «Дойчландфунк» (Deutschlandfunk) на 14 языках, также внутри ФРГ вещала ещё одну программу.

## Религия
Большая часть лютеран и часть кальвинистов были представлены Евангелической церковью Германии (Evangelische Kirche in Deutschland), состоявший из:
- Евангелическо-унионистской церкви (Evangelische Kirche der Union), объединявшей как лютеранские, так и кальвинистские общины, состоявшей в свою очередь из:
  - Бременской евангелической церкви (Bremische Evangelische Kirche)
  - Церкви Липпе (Lippische Landeskirche)
  - Евангелической церкви Вестфалии (Evangelische Kirche von Westfalen)
  - Евангелической церкви Рейнской области (Evangelische Kirche im Rheinland)
  - Евангелической церкви Кургессен-Вальдека (Evangelische Kirche von Kurhessen-Waldeck)
  - Евангелической церкви Гессена и Нассау (Evangelische Kirche in Hessen und Nassau)
  - Евангелической церкви Бадена (Evangelische Landeskirche in Baden)
  - Евангелической церкви Пфальца (Evangelische Kirche der Pfalz)
  - Евангелическо-реформатской церкви (Evangelisch-reformierte Kirche)
- Объединённой евангелическо-лютеранской церкви Германии (Vereinigte Evangelisch-Lutherische Kirche Deutschlands), состоявшей в свою очередь из:
  - Евангелическо-лютеранской церкви Шлезвиг-Гольштейна (Evangelisch-Lutherische Landeskirche Schleswig-Holsteins)
  - Евангелическо-лютеранской церкви Гамбурга (Evangelisch-Lutherische Kirche im Hamburgischen Staate)
  - Евангелическо-лютеранской церкви Любека (Evangelisch-Lutherische Kirche in Lübeck)
  - Евангелическо-лютеранской церкви Ганновера (Evangelisch-lutherische Landeskirche Hannovers)
  - Евангелическо-лютеранской церкви Ольденбурга (Evangelisch-Lutherische Kirche in Oldenburg)
  - Евангелическо-лютеранской церкви Брауншвейга (Evangelisch-lutherische Landeskirche in Braunschweig)
  - Евангелическо-лютеранской церкви Шаумбург-Липпе (Evangelisch-Lutherische Landeskirche Schaumburg-Lippe)
  - Евангелической церкви Вюртемберга (Evangelische Landeskirche in Württemberg)
  - Евангелическо-лютеранской церкви Баварии (Evangelisch-Lutherische Kirche in Bayern)

Меньшинство лютеран были представлены Независимой евангелическо-лютеранской церковью (Selbständige Evangelisch-Lutherische Kirche), часть кальвинистов — Союз евангелическо-реформатских церквей Германии (Bund Evangelisch-reformierter Kirchen Deutschlands).
Католики были представлены епархиями объединёнными в Фульдскую конференцию католических епископов:
- Мюнхенско-Фрайзингской митрополией
  - Архиепархией Мюнхена и Фрайзинга
  - Епархией Регенсбурга
  - Епархией Пассау
  - Епархией Аугсбурга
- Бамбергской митрополией
  - Архиепархией Бамберга
  - Епархией Айхштета
  - Епархией Вюрцбурга
  - Епархией Шпайера
- Фрайбургской митрополией
  - Архиепархией Фрайбурга
  - Епархией Роттенбург-Штутгарта
  - Епархия Майнца
- Кёльнской митрополией
  - Архиепархией Кёльна
  - Епархией Мюнстера
  - Епархией Трира
  - Епархией Аахена
  - Епархией Лимбурга
  - Епархия Оснабрюка
- Падерборнской митрополией
  - Архиепархией Падерборна
  - Епархией Фульды
  - Епархией Хильдесхайма

Иудаисты были представлены Центральным советом евреев Германии (Zentralrat der Juden in Deutschland), состоявший из:
- Земельной федерации еврейских религиозных общин Баварии (Landesverband der Israelitischen Kultusgemeinden in Bayern)
- Еврейской религиозной общины Вюртемберга (Israelitische Religionsgemeinschaft Württemberg)
- Еврейской религиозной общины Бадена (Israelitische Religionsgemeinschaft Baden)
- Еврейской общины Саара (Synagogengemeinde Saar)
- Земельной федерации еврейских общин Гессена (Landesverband der Jüdischen Gemeinden in Hessen)
- Земельной федерации еврейских общин Рейнланд-Пфальца (Landesverband der Jüdischen Gemeinden von Rheinland-Pfalz)
- Земельной федерации еврейских общин Северной Рейнской области (Landesverband der Jüdischen Gemeinden von Nordrhein)
- Земельной федерации еврейских общин Вестфалии-Липпе (Landesverband der Jüdischen Gemeinden von Westfalen-Lippe)
- Земельной федерации еврейских общин Нижней Саксонии (Landesverband der Jüdischen Gemeinden von Niedersachsen)
- Еврейской общины Гамбурга (Jüdische Gemeinde Hamburg)
- Еврейской общины Бремена (Jüdische Gemeinde im Lande Bremen)
- Земельной федерации еврейских общин Шлезвиг-Гольштейна (Landesverband der Jüdischen Gemeinden von Schleswig-Holstein)

## Идеологические подоплёки в употреблении названий

### Название немецкого государства
В Советском Союзе для полного наименования ФРГ употреблялась форма «Федеративная Республика Германии». Тем самым также с подачи СССР в ГДР поддерживалась принятая теория двух государств, согласно которой на исторической Германской территории признавалось наличие двух германских государств. Официальный текст договора об окончательном урегулировании в отношении Германии также называл страну «Федеративная Республика Германии»
После 1990 года в русском языке употребляется форма «Федеративная Республика Германия», подчёркивающая завершённость процесса объединения немецкого народа в едином государстве — Германии. В современных источниках ФРГ того времени называется как «Федеративная Республика Германии», так и «Федеративная Республика Германия». В том числе и РИА Новости употребляет оба варианта.
Между тем в ФРГ теория двух государств отвергалась. ФРГ с самого момента своего создания не признавала ГДР субъектом международного права и считала себя единственным полноправным последователем Германской империи. Это отражалось и в прессе. Например, вплоть до 1989 года журнал Die Welt при упоминании о ГДР брал это название в кавычки — «ГДР». Сокращение ФРГ (нем. BRD) в Западной Германии по крайней мере с 1970-х годов также не рекомендовалось к использованию из-за идеологических соображений, так как эта аббревиатура явно не содержит слова «Германия». В мае 1974 года эта аббревиатура указом правительства вообще была выведена из официального употребления. Предписывалось либо использование полного названия, либо использование сокращения ФР Германия (нем. BR Deutschland). В качестве краткой формы также употреблялось слово Bundesrepublik.
В ГДР же по отношению к ФРГ употреблялись как сокращение «ФРГ», так и форма «Западная Германия» и даже «Германская Федеративная Республика» (ГФР) по аналогии с ГДР. В советской печати до середины 1950-х годов также мог использоваться вариант ГФР (Германская Федеральная Республика). Например, наименование «Германская Федеральная Республика» было использовано в отчётах к футбольному матчу 1955 года между СССР и ФРГ.
До 1974 года и ФРГ, и ГДР продолжали использовать введённый ещё в 1910 году международный автомобильный код D (Deutschland), что создавало определённую путаницу. С 1 января 1974 года в ГДР стали использовать код DDR (Deutsche Demokratische Republik), при этом ФРГ смогла отстоять единоличное право на дальнейшее использование международного кода D. То же касается официальных интернет-доменов: для ФРГ был выделен домен .de (1986), а для ГДР — .dd (на практике так и не использовался).
В современной Германии для обозначения старой ФРГ нередко используется термин alte Bundesrepublik («старая федеративная республика»).

### Берлинский вопрос
Аналогичная проблема стояла в отношении Берлина. Восточный Берлин, являвшийся столицей ГДР, официально именовался в ГДР просто Берлином или «Берлином, столицей ГДР». В то же время западная часть города называлась в ГДР Западным Берлином и таким образом выделялась в «особую политическую единицу» (нем. besondere politische Einheit Westberlin), сложившуюся, как утверждает Большая Советская Энциклопедия, в результате «сепаратистской политики западных держав». Например, в изданном в 1960 году в Лейпциге (ГДР) толковом словаре «Дуден» имелись статьи «Западный Берлин» и «Берлин»; в последней даже утверждалось, что Берлин является столицей Германии. В изданных в ГДР публикациях встречались также наименования «демократический Берлин» для обозначения восточной части Берлина.
В ФРГ и в самом Западном Берлине использовалось самообозначение West-Berlin и Berlin (West), чем подчёркивалось, что западная часть города является частью единого города, а не отдельной административной единицей. Принятая в 1949 году конституция ФРГ вообще рассматривала весь Большой Берлин в качестве федеральной земли и части ФРГ, несмотря на то, что четырёхстороннее соглашение по Западному Берлину, принятое в 1971 году, рассматривало западные сектора города вне зоны действия конституции ФРГ. Название Восточный Берлин официально не употреблялось ни в ФРГ, ни в ГДР. В неофициальных документах для обозначения восточной части города в ФРГ и в Западном Берлине использовались названия Berlin (Ost) и Ost-Berlin.

## Комментарии
1. 1 2  В советской историографии для обозначения западногерманского государства было принято наименование «Федеративная Республика Германии» — с буквой «и» на конце, показывающее, что данное государство является лишь частью Германии. Сегодня нет однозначного обозначения для ФРГ того периода, и используются как вариант с «и», так и вариант с «я» на конце.
2. ↑  Государство не исчезло, а продолжило своё существование, но 3 октября 1990 года считается началом нового периода в его истории.
3. ↑  Такое сокращение в самой Германии является неофициальным. С 1970-х годов использование сокращения «BRD» в Федеративной Республике Германия считалось идеологически окрашенными и официально не рекомендовалось к использованию. Однако оно получило широкое распространение в ГДР и в СССР и до сих пор используется в русском языке. В самой же Западной Германии с 1970-х годов предписывалось либо употребление полного названия — Bundesrepublik Deutschland, либо сокращения BR Deutschland, явно содержащие слово Deutschland.